# Île Saint-Louis
Die Île Saint-Louis [il sɛ̃ lwi] ist neben der Île de la Cité die kleinere der beiden mitten in Paris gelegenen Binneninseln der Seine. Die Insel gehört zum 4. Arrondissement und bildet zusammen mit dem Ostteil der Île de la Cité das Quartier Notre-Dame.

## Geschichte

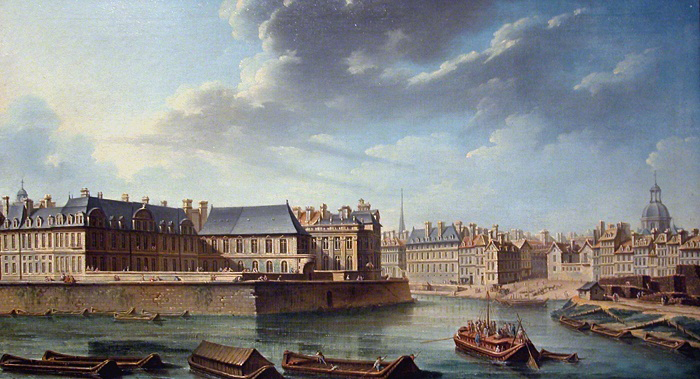
Nicolas Raguenet: „Die Ostspitze der Île Saint-Louis“ (um 1757)

Während die Île de la Cité bereits früh besiedelt wurde, blieb ihre Nachbarinsel bis zum Anfang des 17. Jahrhunderts unbebaut. Genau genommen bestand sie aus zwei benachbarten, durch einen Seine-Arm voneinander getrennten Inselchen, die man „Île aux Vaches“ und „Île Notre Dame“ nannte. Beide gehörten der Kirche und wurden als Viehweiden genutzt. Trotz akuten Platzmangels auf der Île de la Cité und großen Interesses, die Nachbarinseln urbar zu machen, widersetzte sich die Kirche lange der Bebauung.
Im Jahre 1614 beauftragte schließlich Ludwig XIII. den Bauunternehmer Christophe Marie mit der Erschließung des Geländes. Die beiden kleinen Inseln wurden mit einer Kaimauer umfasst, der sie trennende Seinearm zugeschüttet und Brücken zu den Flussufern errichtet. Die Brücke, die die Insel mit dem Marais verbindet, trägt bis heute den Namen ihres Bauherrn: Pont Marie. Sie wurde 1635 fertiggestellt und war ursprünglich (wie damals üblich) mit Häusern bebaut.
Das neu gewonnene Stadtgebiet wurde ab etwa 1618 zunächst mit Häusern für Handwerker und Kaufleute bebaut. Erst ab 1638, als sich ein Ende des Rechtsstreits mit dem Klerus abzeichnete, begann auch der Adel, luxuriöse Stadtpaläste errichten zu lassen. Die Bebauung erfolgte nach einem festen Grundplan mit geraden Straßen, der noch heute erkennbar ist.
1726 erhielt die Insel ihren heutigen Namen nach Ludwig IX., der von Papst Bonifatius VIII. 1297 heiliggesprochen worden war. Während der Revolution wurde ihr Name kurzzeitig in „Île de la Fraternité“ geändert.
Bis heute ist die Île Saint-Louis einer der begehrtesten und teuersten Wohnorte von Paris.

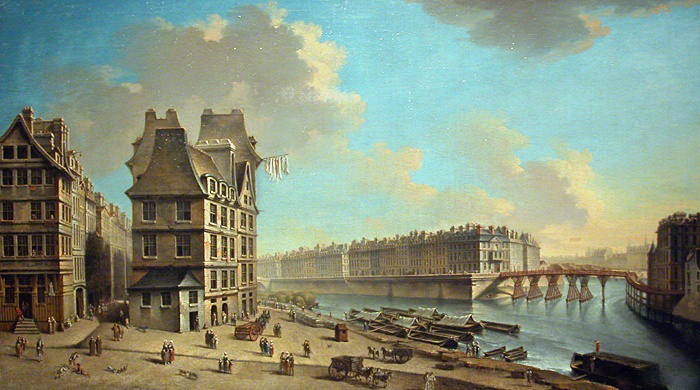
Nicolas Raguenet: „Die Île Saint-Louis und der Pont Rouge, vom Place de Grève aus gesehen“ (um 1750/60)

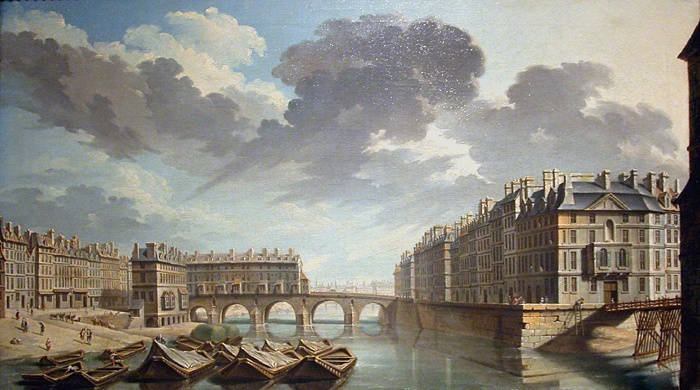
Nicolas Raguenet: „Der Pont Marie und die Île Saint-Louis“ (um 1757)

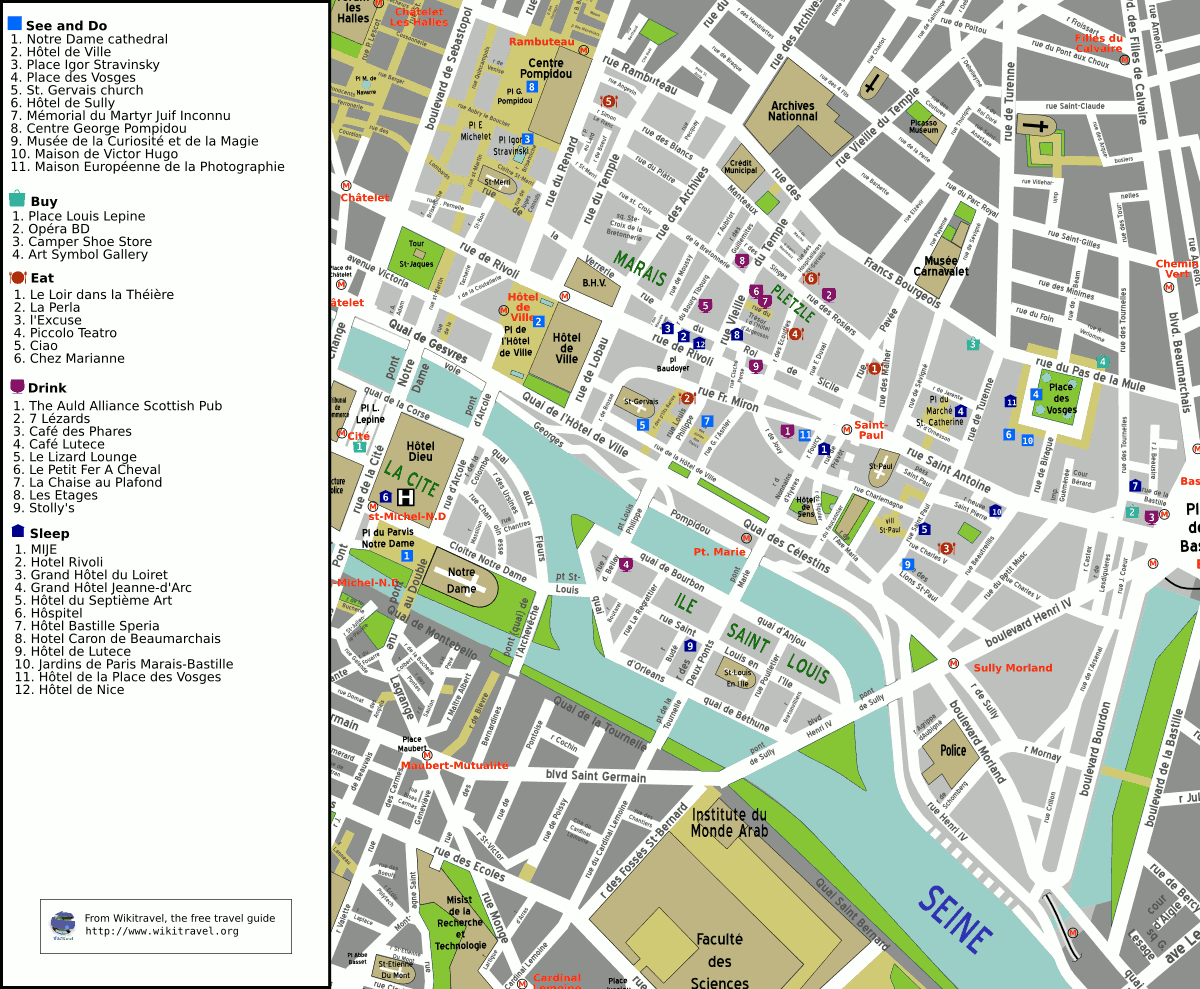
Karte des 4. Arrondissements, mit der Île Saint-Louis im Zentrum

4. Arrondissement mit der Île Saint-Louis im Quartier Notre-Dame

## Brücken zur Insel
- Der Pont Saint-Louis, der zur Île de la Cité führt;
- Der Pont de la Tournelle von der Rive Gauche;
- Der Pont Louis-Philippe von der Rive Droite;
- Der Pont Marie von der Rive Droite;
- Der Pont Sully von beiden Seineufern aus.

## Sehenswürdigkeiten
Sehenswert sind:

Île Saint-Louis, 2021

- die Kirche Saint-Louis-en-l’Île, erbaut vom Architekten François Le Vau;
- das Hôtel Lambert (1 Quai d’Anjou/2 rue Saint-Louis en l’Île), errichtet in den Jahren 1640 bis 1644 von Louis Le Vau;
- das Hôtel de Lauzun (17 Quai d’Anjou), errichtet in den Jahren 1656 bis 1657 durch Louis Le Vau, ehemaliges Eigentum der Familie Richelieu. Im 19. Jahrhundert wohnten hier Théophile Gautier, Charles Baudelaire und der Maler Ferdinand Boissard, in dessen Wohnung der „Club des hachichins“ gegründet wurde, in dem sich die drei Freunde mit zahlreichen Wissenschaftlern, Literaten und Künstlern zum gemeinsamen Haschischgenuss trafen. Zu dem Kreis gehörten der Psychiater Jacques-Joseph Moreau, Honoré de Balzac, Eugène Delacroix, Alexandre Dumas und Gérard de Nerval.
- das Hôtel Le Vau (3 Quai d’Anjou), erbaut von Louis Le Vau;
- das Petit Hôtel de Marigny (5 Quai d’Anjou), erbaut um 1640
- das Hôtel Jassaud (19 Quai de Bourbon), erbaut in den Jahren 1666 bis 1670.
- das Hôtel Chenizot;
- das Denkmal zu Ehren des Bildhauers Antoine-Louis Barye, erschaffen 1894 von Laurent Marqueste; Square de Barye an der Ostspitze der Insel, unterhalb des Pont de Sully.

## Persönlichkeiten
Bekannte Bewohner der Île Saint-Louis waren oder sind, in chronologischer Reihenfolge ihrer Geburtsjahre:
- Philippe de Champaigne (1602–1674), Maler; vermutlich 15 Quai Bourbon
- Abraham Bosse (um 1604–1676), Kupferstecher
- Louis Le Vau (1612–1670), Architekt; Hôtel Le Vau von 1642 bis 1650
- Nicolas Lambert de Thorigny († 1680), Präsident der königlichen Rechnungskammer (Chambre des comptes); Hôtel Lambert
- Jean de La Fontaine (1621–1695); Hôtel Lauzun
- Molière (1622–1673), Bühnenautor, Schauspieler und Theaterdirektor; Hôtel Lauzun
- Antonin Nompar de Caumont, duc de Lauzun (1633–1723), Höfling, Kapitän der Leibgarde des Königs; Hôtel Lauzun 1682 bis 1685
- Jean Racine (1639–1699), Autor; Hôtel Lauzun
- Voltaire (1694–1778), Philosoph; Hôtel Lambert
- Jean-Jacques Rousseau (1712–1778), Philosoph; Hôtel Lambert
- Quatremère de Quincy (1755–1849), Archäologe und Kunsthistoriker; 19 Quai de Bourbon 1827
- Adam Jerzy Czartoryski (1770–1861), russischer Außenminister, Regierungschef der polnischen Revolutionsregierung von 1830; Hôtel Lambert
- Honoré Daumier (1808–1879), Bildhauer, Maler, Grafiker und Karikaturist; 9 Quai d’Anjou von 1846 bis 1863
- Théophile Gautier (1811–1872), Schriftsteller; Hôtel de Lauzun (Hôtel Pimodan) 1845
- Ferdinand Boissard (1813–1866), Maler; Hôtel de Lauzun (Hôtel Pimodan) um 1844
- Ernest Meissonier (1815–1891), Maler; 15 Quai Bourbon um 1840
- Charles Baudelaire (1821–1867), Dichter; Quai de Béthune 1842 und Hôtel de Lauzun (Hôtel de Pimodan) von 1843–1845
- Stuart Merrill (1863–1915), Dichter amerikanischer Herkunft; 53 Quai Bourbon
- Camille Claudel (1864–1943), Bildhauerin; 19 Quai de Bourbon von 1899 bis 1913
- Marie Skłodowska Curie (1867–1934), Chemikerin und Physikerin; 36 Quai de Béthune
- Emile Bernard (1868–1941), Maler und Dichter; 15 Quai Bourbon
- Helena Rubinstein (1870–1965), Kosmetikunternehmerin; 24 Quai de Béthune
- Léon Blum (1872–1950), Politiker; 25 Quai de Bourbon
- Charles-Louis Philippe (1874–1909), Autor; 31 Quai de Bourbon von 1905 bis 1907 und 45/47 Quai de Bourbon von 1907 bis 1909
- Francis Carco (1886–1958), Schriftsteller; 18 Quai de Béthune
- Georges Pompidou (1911–1974), französischer Staatspräsident und seine Gattin Claude (1912–2007); 24 Quai de Béthune
- Louis de Funès (1914–1983), Schauspieler; 24 Quai de Béthune
- Henri Dutilleux (1916–2013), Komponist
- Roland Dumas (1922–2024), Politiker
- Claude Sarraute (* 1927), Journalistin
- Jean-Claude Brialy (1933–2007), Schauspieler und Regisseur
- Georges Moustaki (1934–2013), Chansonnier
- Guy Bedos (1934–2020), Humorist
- Bryan Adams (* 1959), Sänger, Komponist und Fotograf
- Claudia Cardinale (* 1938), Schauspielerin
- Agnès Jaoui (* 1964), Schauspielerin, Regisseurin, Sängerin